# 城北镇 (邻水县)
城北镇，是中華人民共和國四川省鄰水縣下辖的一个乡镇级行政单位，1993年延勝鄉并入。2019年12月，撤销长安乡，将所属行政区域划归城北镇管辖。

## 行政区划
城北鎮下轄以下地區：趙家橋社區、雙井村、石花村、姚家村、朱家村、東鄰村、平橋村、林場村、馬林村、清河村、青坪村、羅解村、翠柏村、龍井村、同心村、東北村、石埡村、延勝村、景家溝村、三重堂村、文家坡村、平灘橋村、小漁灘村、人民村、茨竹村、子母石村、三樹村、白佳村。
赵家桥社区、双井村、石花村、姚家村、朱家村、东邻村、平桥村、林场村、马林村、清河村、青坪村、罗解村、翠柏村、龙井村、同心村、东北村、石垭村、延胜村、景家沟村、三重堂村、文家坡村、平滩桥村、小渔滩村、人民村、茨竹村、子母石村、三树村和白佳村。
- 原城北鄉轄姚家村（和平）、朱家村（太平）、東鄰村、平橋村（平安）、馬林村、清河村（清和）、青坪村（青平）、羅解村（樂解）、翠柏村、石埡村、龍井村（新華）、同心村（同興）、灌溝村（紅光）、石花村、雙井村（紅星）、東北村。
- 原延勝鄉轄延勝村、景家溝村（新安）、三重堂村（和平）、文家坡村（中心）、平灘橋村（平安）、小漁灘村（同心）、人民村、茨竹村、林場村、子母石村（太平）、三樹村、白佳村。

2019年12月调整后，城北镇辖原长安乡和龙井村、翠柏村、罗解村、青坪村、清河村、马林村、林场村、平桥村、东邻村、朱家村、石花村、石垭村、三重堂村、文家坡村、茨竹村、三树村、子母石村、人民村、小鱼滩村、平滩桥村所属政区域。